# Agnes Baltsa
Agnes Baltsa (Aγνή Mπάλτσα), född 19 november 1944 på ön Lefkas, är en grekisk mezzosopran.
Baltsa började spela piano vid sex års ålder innan hon flyttade till Aten 1958 för att koncentrera sig på sången. Hon tog examen på det grekiska nationalkonservatoriet 1965 och åkte därefter till München i Tyskland för att fortsätta studera på ett Maria Callas-stipendium. 
Hon debuterade 1968 som Cherubin i Mozarts Figaros bröllop på operan i Frankfurt, innan hon uppträdde som Octavian i Strauss Rosenkavaljeren på Wiener Staatsoper 1970. Under Herbert von Karajans ledning fick hon snart uppmärksamhet och uppträdde regelbundet vid musikfestivalen i Salzburg i Österrike. Hon blev Kammersängerin vid Wiener Staatsoper 1980.
Agens Baltsa är kanske mest känd som Carmen i Georges Bizets opera som hon gjort ett antal gånger tillsammans med José Carreras. Hon har också sjungit verk av Mozart (i synnerhet Così fan tutte), Rossini (Barberaren i Sevilla, La Cenerentola, L'italiana in Algeri), Mascagni (På Sicilien), Verdi (Aida, La Forza del Destino, Il Trovatore, Don Carlos), Bellini (I Capuleti e i Montecchi) och Donizetti (Il Campanello, Maria Stuarda).
Hon har dessutom spelat huvudrollen i en tysk film, Duett, 1992 där hon spelar operasångerska.